# Nannogryllacris
Nannogryllacris is een geslacht van rechtvleugeligen uit de familie Gryllacrididae. De wetenschappelijke naam van dit geslacht is voor het eerst geldig gepubliceerd in 1937 door Karny.

## Soorten
Het geslacht Nannogryllacris omvat de volgende soorten:
- Nannogryllacris exigua Brunner von Wattenwyl, 1888
- Nannogryllacris furciventris Karny, 1937
- Nannogryllacris heurnii Karny, 1930
- Nannogryllacris niaoulii Kaltenbach, 1968
- Nannogryllacris novaeguineae Griffini, 1909